# Boda naturreservat
Boda naturreservat är ett naturreservat i Sala kommun i Västmanlands län.
Området är naturskyddat sedan 2021 och är 15 hektar stort. Reservatet ligger öster om Sala och består av en skogbeväxt höjd som till stor del är omgiven av öppen jordbruksmark.